# Беб Бакгейс
Ебергард Еліза Гендрік "Беб" Бакгейс (нід. Eberhard Elisa Hendrik "Beb" Bakhuys, 16 квітня 1909, Пекалонган — 7 липня 1982, Гаага) — нідерландський футболіст, що грав на позиції нападника, зокрема, за клуби «Зволле» та «Мец», а також національну збірну Нідерландів. По завершенні ігрової кар'єри — тренер.

## Клубна кар'єра
У футболі дебютував 1925 року виступами за команду ГБС (Гаага), в якій провів два сезони. 
Своєю грою за цю команду привернув увагу представників тренерського штабу клубу «Зволле», до складу якого приєднався 1927 року. Відіграв за команду зі Зволле наступні десять сезонів своєї ігрової кар'єри.
Протягом 1937 року захищав кольори клубу «ВВВ-Венло».
1937 року перейшов в «Мец», за який відіграв 9 сезонів. Став другим нідерландським гравцем, який грав за межами країни (першим був воротар Герріт Кейзер). Завершив професійну кар'єру футболіста виступами за команду «Мец» у 1946 році.

## Виступи за збірну
1928 року дебютував в офіційних матчах у складі національної збірної Нідерландів. Протягом кар'єри у національній команді, яка тривала 10 років, провів у її формі 23 матчі, забивши 28 голів.
У складі збірної був учасником чемпіонату світу 1934 року в Італії, де Нідерланди програли в стартовому матчі швейцарцям (2-3).

## Кар'єра тренера
Розпочав тренерську кар'єру, ще продовжуючи грати на полі, 1945 року, очоливши тренерський штаб клубу «Мец». Досвід тренерської роботи обмежився цим клубом.
Помер 7 липня 1982 року на 74-му році життя у місті Гаага.